# Arkadiusz Wojtas
Arkadiusz Wojtas (* 29. Oktober 1977 in Pszczółki bei Danzig) ist ein ehemaliger polnischer Straßenradrennfahrer.
Arkadiusz Wojtas begann seine Karriere 1998 bei dem polnischen Radsportteam Mróz. In der Saison 2000 gewann er eine Etappe bei der Friedensfahrt, eine Etappe und die Gesamtwertung beim Ringerike Grand Prix, sowie die Gesamtwertung beim Course de la Solidarité Olympique. Im nächsten Jahr wechselte er zu dem deutschen Team Nürnberger. Hier gewann er 2002 eine Etappe bei der Tour de Normandie, wo er auch Dritter der Gesamtwertung wurde. Ab 2003 fuhr Wojtas für CCC-Polsat, wo er 2004 den Coupe des Carpathes für sich entscheiden konnte. In der Saison 2005 wechselte er zu Skil-Moser und 2006 fuhr er für Miche.

## Erfolge
2000
- eine Etappe Friedensfahrt
- eine Etappe und Gesamtwertung Ringerike Grand Prix
- Gesamtwertung Course de la Solidarité Olympique

2002
- eine Etappe Tour de Normandie

2004
- Coupe des Carpathes

## Teams
- 1998 Mróz
- 1999 Mróz
- 2000 Mróz-Supradyn Witaminy (bis 03.09.)
- 2001 Team Nürnberger
- 2002 Team Nürnberger Versicherung
- 2003 CCC-Polsat
- 2004 Hoop CCC-Polsat
- 2005 Skil-Moser
- 2006 Miche

## Doping
Im Jahr 2000 wurde er positiv auf ein Dopingmittel getestet.